# Elvio Banchero
Elvio Banchero (født 28. april 1904 i Alessandria, død 21. januar 1982) var en italiensk fodboldspiller, som deltog i de olympiske lege 1928 i Amsterdam.
Banchero spillede for klubberne U.S. Alessandria Calcio 1912 (1922-1929 samt 1936-1937), Genova 1893 (1929-1932), AS Roma (1932-1934), AS Bari (1934-1936) og AS Parma (1937-1938).
Banchero var med til OL 1928 i Amsterdam for Italien. Han spillede med i den første kamp, hvor Italien vandt over Frankrig med 4-3, og scorede et af målene, men var ikke med i kvartfinalerne og semifinalen. Italien tabte i semifinalen til Uruguay, der endte med at vinde guld i finalen mod Argentina. I kampen om bronze var Banchero igen med for Italien, der mødte Egypten og vandt 11-3. Her scorede Banchero hattrick.
Banchero fik yderligere én landskamp, mod Østrig i 1931.
Banchero havde en yngre bror, Ettore Banchero, der også spillede professionel fodbold, og for at skelne mellem de to blev Elvio kaldt 'Banchero I', mens Ettore blev kaldt 'Banchero II'. Banchero virkede et par år som træner i henholdsvis Parma og Alessandria.